# 阿圖爾·阿列克薩尼揚
阿圖爾·阿列克薩尼揚（1991年10月21日—）是一名亞美尼亞摔跤運動員。

## 參賽
為國家參加2012年倫敦奧運的96公斤級摔跤比賽，並獲得一面銅牌。並在來屆巴西舉行的奧運會98公斤級獲得金牌。也在閉幕式作為掌旗手。